# Volapük

Symbol volapüku

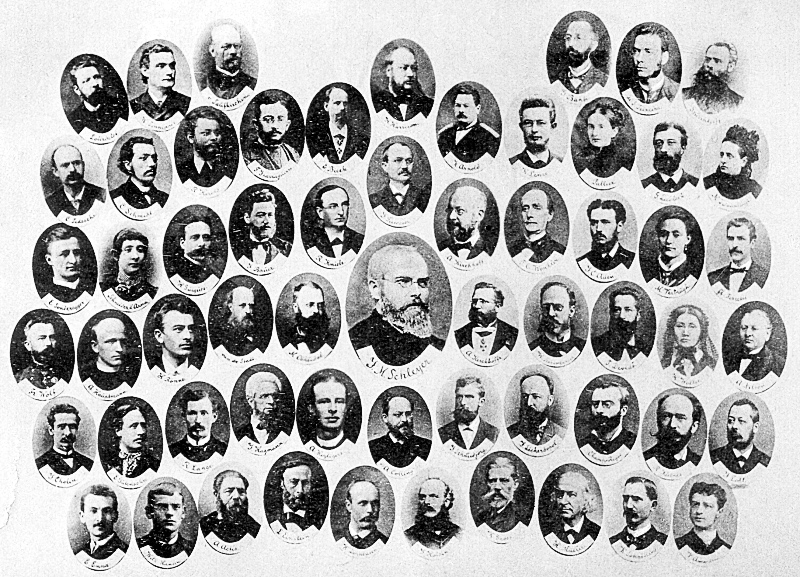
Członkowie Akademii Volapüku, ok. 1887 r. W środku Johann Martin Schleyer, twórca języka

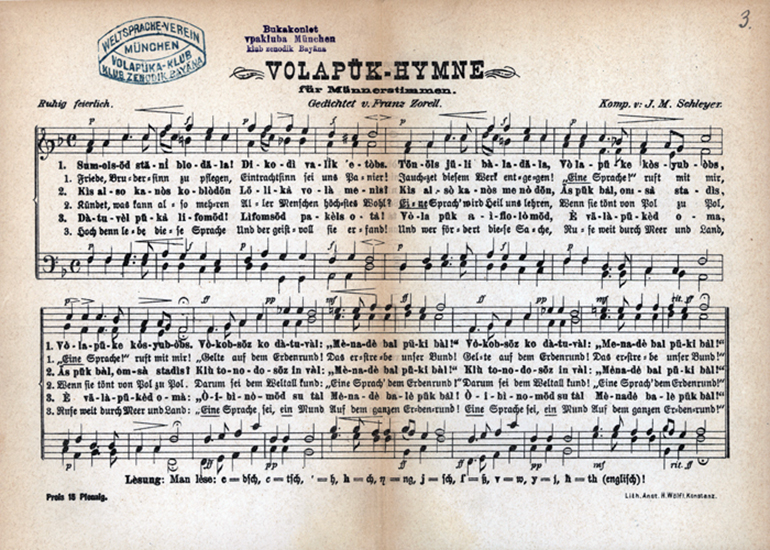
Hymn języka

Volapük, wolapik (nazwa oznacza „język (ogólno)światowy” od ang. world „świat” i speak „mowa”) – język sztuczny opracowany w 1879 roku przez niemieckiego księdza Johanna Martina Schleyera, który wierzył, że robił to z nakazu Boga. Powstał w oparciu o łacinę, niemiecki, francuski i angielski, przy czym najwięcej elementów pochodzi z tego ostatniego.

## Historia

### Rozwój
W roku 1880 ukazała się obszerna gramatyka języka, „Volapük – die Weltsprache”, rok później zaczęto regularnie wydawać gazetę „Volapükabled”, wokół której skoncentrowało się życie społeczności użytkowników języka.
Volapük zyskał w pewnym okresie znaczną popularność – w 1889 roku, a więc jeszcze w dwa lata po ukazaniu się esperanto, istniało 316 podręczników w 25 językach, 283 kluby i 25 gazet; działało 1600 dyplomowanych nauczycieli języka. W tym czasie aktywnych użytkowników języka było ok. 200 tys., głównie na kontynencie europejskim i amerykańskim, a więc więcej, niż miał jakikolwiek język sztuczny poza esperanto.
Opracowana przez Schleyera gramatyka, zgodnie z zaleceniami XVII-wiecznych filozofów, charakteryzowała się prostotą. Wyrazy były jednak zniekształcane tak, że niełatwo można było odczytać pochodzenie użytych słów. Volapük, pomimo że był z założenia aposterioryczny, przez zniekształcenie słownictwa był trudny do opanowania pamięciowego. Przykładem przeobrażeń są słowa „stuk” (od construction) i „cin” (od machine), a także sama nazwa języka – „vol” (świat) i „pük” (język) pochodzą od angielskich wyrazów „world” i „speak”. Wyrazy mało zmienione lub identyczne z pierwowzorami (np. „vin” – wino, „sal” – sól) stanowią bardzo małą część słownictwa.
Trudność czynnego opanowania spowodowała, że nawet podczas oficjalnych kongresów pomagano sobie użyciem innych języków (sam autor miał problemy z płynnym wyrażaniem myśli w volapüku).

### Zanik
W roku 1887 założone przez Benjamina Franklina Amerykańskie Towarzystwo Filozoficzne w Filadelfii powołało komisję, mającą zbadać użyteczność projektu Schleyera jako języka międzynarodowego. Volapük oceniono negatywnie, jako nie spełniający podstawowych warunków (wymagano m.in. fonetycznej ortografii i prostej gramatyki). Od tej pory język był sukcesywnie wypierany przez znacznie łatwiejszy w nauce projekt Zamenhofa.
W 1931 roku Arie de Jong dokonał rewizji volapüku, m.in. wprowadzając do alfabetu głoskę „r” oraz zmieniając wiele zniekształconych słów. Reforma początkowo została powszechnie przyjęta przez niemal wszystkich zwolenników języka, ale później została zarzucona. Volapük był trapiony przez walki wokół proponowanych reform i zasad kierowania językiem. Od początku XX wieku dawni zwolennicy języka zaczęli przechodzić na esperanto lub tworzyć własne języki, często będące „zreformowanym” volapükiem. Tak powstał m.in. w roku 1901 idiom neutral, a w 1903 – latino sine flexione.

### Odrodzenie
Język volapük ożył w pewnej mierze po pojawieniu się Internetu – istnieje kilka pocztowych grup dyskusyjnych, a także Wikipedia w tym języku, która latem 2007 r. przekroczyła 100 tys. haseł.
Duże zbiory publikacji w tym języku istnieją w Internacia Esperanto-Muzeo w Wiedniu, American Philosophical Society w Filadelfii oraz Centre de documentation et d’étude sur la langue internationale w La Chaux-de-Fonds, w Szwajcarii.

## Wymowa
| litera | IPA         |
| ------ | ----------- |
| a      | [a]         |
| ä/ꞛ    | [ɛ]         |
| b      | [b]         |
| c      | [ʧ] lub [ʤ] |
| d      | [d]         |
| e      | [e]         |
| f      | [f]         |

| litera | IPA         |
| ------ | ----------- |
| g      | [ɡ]         |
| h      | [h]         |
| i      | [i]         |
| j      | [ʃ] lub [ʒ] |
| k      | [k]         |
| l      | [l]         |
| m      | [m]         |

| litera | IPA                 |
| ------ | ------------------- |
| n      | [n]                 |
| o      | [o]                 |
| ö/ꞝ    | [ø]                 |
| p      | [p]                 |
| r      | [r] (dodane w 1931) |
| s      | [s] lub [z]         |
| t      | [t]                 |

| litera | IPA           |
| ------ | ------------- |
| u      | [u]           |
| ü/ꞟ    | [y]           |
| v      | [v]           |
| x      | [ks] lub [gz] |
| y      | [j]           |
| z      | [ʦ] lub [ʣ]   |

Schleyer proponował alternatywną postać umlautów, ale była rzadko używana.

Uwaga: ä, ö i ü zastępuje się czasem przez ay, oy i uy (porównaj niemieckie ae, oe, ue).

## Gramatyka

### Zaimki
| ob – ja  | obs – my                             |
| ol – ty  | ols – wy                             |
| om – on  | oms – oni (mężczyźni)                |
| of – ona | ofs – one (kobiety)                  |
| on – ono | ons – oni/one (mieszane lub nijakie) |

### Deklinacja
| deklinacja | l. pojedyncza | l. mnoga        |
| ---------- | ------------- | --------------- |
| mianownik  | vol (świat)   | vols (światy)   |
| dopełniacz | vola (świata) | volas (światów) |
| celownik   | vole (światu) | voles (światom) |
| biernik    | voli (świat)  | volis (światy)  |

### Koniugacja
Koniugacja w volapüku jest dosyć rozbudowana. Tutaj przykład czasownika „löf” (= kochać, utworzone na podstawie angielskiego „love”) porównany z odmianą niemieckiego lieben:
Bezokolicznik kończy się na ön, np.:
löfön – kochać
Końcówki fleksyjne równają się zaimkom. Jak w polskim, zaimki można pominąć.
| löfob – kocham      | löfobs – kochamy                                  |
| löfol – kochasz     | löfols – kochacie                                 |
| löfom – (on) kocha  | löfoms – (oni – mężczyźni) kochają                |
| löfof – (ona) kocha | löfofs – (one – kobiety) kochają                  |
| löfon – (ono) kocha | löfons – (oni/one – mieszane lub nijakie) kochają |

System czasów przypomina łaciński lub niemiecki, ale formy poszczególnych czasów tworzy się za pomocą jednosamogłoskowych przedrostków. Formy strony biernej tworzy się za pomocą spółgłoski „p” (w czasie teraźniejszym cząstki „pa”).
| löfob (Präsens, ang. Present) – ich liebe – kocham                                     | palöfob – ich werde geliebt – jestem kochany                  |
| älöfob (Imperfekt, ang. Past) – ich liebte – kochałem                                  | pälöfob – ich wurde geliebt – byłem kochany                   |
| elöfob (Perfekt, ang. Present Perfect) – ich habe geliebt – pokochałem                 | pelöfob – ich bin geliebt worden – zostałem pokochany         |
| ilöfob (Plusquamperfekt, ang. Past Perfect) – ich hatte geliebt – kochałem był         | pilöfob – ich war geliebt worden – „byłbym kochany”           |
| olöfob (Futur I, ang. Future) – ich werde lieben – będę kochał                         | polöfob – ich werde geliebt werden – będę kochany             |
| ulöfob (Futur II, ang. Future Perfect) – ich werde geliebt haben – „będę miał kochane” | pulöfob – ich werde geliebt worden sein – „będę były kochany” |

## Przykład
Przykładowy tekst (modlitwa „Ojcze nasz”):
O Fat obas, kel binol in süls, paisaludomöz nem ola!

Kömomöd monargän ola!

Jenomöz vil olik, äs in sül, i su tal!

Bodi obsik vädeliki govolös obes adelo!

E pardolös obes debis obsik,

äs id obs aipardobs debeles obas.

E no obis nindukolös in tendadi;

sod aidalivolös obis de bas.

Jenosöd!

## Krytyka
Różnice zmieniające znaczenie są często bardzo niewielkie, więc wiele słów jest trudnych do rozróżnienia.
Dźwięki ö ([ø]) i ü ([y]) są dla dużej części ludzkości trudne do wymówienia, podczas gdy autor, Johann Martin Schleyer, wyeliminował drżące [r] ze swojego języka, aby ułatwić dostęp do volapüku Chińczykom. (Schleyer zakładał, że Chińczycy nie rozróżniają „l” i „r”, co jest prawdą tylko w odniesieniu do mieszkańców południa Chin, posługujących się językiem kantońskim. Również w języku koreańskim są one allofonami. Także użytkownicy języka mandaryńskiego, w którym występuje tylko dźwięk /l/ oraz /r/ retrofleksyjne, i to wyłącznie na końcu sylaby, mają wielkie trudności w wymawianiu drżącego /r/).
Międzynarodowe słowa nie pojawiają się lub są tak zniekształcone, że nie można ich rozpoznać.